# Agasyllis
Agasyllis es un género monotípico  perteneciente a la familia  Apiaceae. Su única especie: Agasyllis gummifera, es originaria del Cáucaso.

## Taxonomía
Agasyllis gummifera fue descrita por (L.) Spreng. ex Dierb. y publicado en Handb. Bot. 100. 1819.